# Élections municipales québécoises de 1974
Les élections municipales québécoises de 1974 sont les scrutins tenus le 10 novembre 1974 dans certaines municipalités du Québec. Elles permettent de déterminer les maires et/ou les conseillers de ces municipalités.
Des élections ont notamment lieu à Montréal.

## Montréal

### Montréal[1]
| Partis                        | Partis                     | Candidats pour la mairie | Vote    | %     |
| ----------------------------- | -------------------------- | ------------------------ | ------- | ----- |
|                               | Parti civique              | Jean Drapeau (Sortant)   | 149 643 | 55,07 |
|                               | Rassemblement des citoyens | Jacques Couture          | 106 217 | 39,09 |
|                               | Démocratie Montréal        | Jacques Brisebois        | 10 557  | 3,88  |
|                               | Indépendant                | Patricia Métivier        | 3 114   | 1,15  |
|                               | Ligue socialiste ouvrière  | Paul Kouri               | 2 218   | 0,82  |
| Taux de participation : n/d % |                            |                          |         |       |

### Montréal-Nord[2]
| Candidats pour la mairie | Vote   | %     |
| ------------------------ | ------ | ----- |
| Yves Ryan (Sortant)      | 14 824 | 90,12 |
| Paul Rochon              | 1 625  | 9,88  |